# Елена Джорджеску
Елена Джорджеску  (рум. Elena Georgescu, 10 квітня 1964) — румунська веслувальниця, стернова, триразова олімпійська чемпіонка.

## Виступи на Олімпіадах
| Олімпіада      | Дисципліна                     | Місце |
| -------------- | ------------------------------ | ----- |
| Барселона 1992 | вісімка розстібна зі стерновим | 2     |
| Атланта 1996   | вісімка розстібна зі стерновим | 1     |
| Сідней 2000    | вісімка розстібна зі стерновим | 1     |
| Афіни 2004     | вісімка розстібна зі стерновим | 1     |
| Пекін 2008     | вісімка розстібна зі стерновим | 3     |